# Порторико на Светском првенству у атлетици у дворани 2022.
Порторико је учествовао на 18. Светском првенству у атлетици у дворани 2022. одржаном у Београду од 18. до 20. марта петнаести пут. Репрезентацију Порторика представљао је један атлетичар који се такмичио у трци на 60 метара.,
На овом првенству такмичар Порторика није освојио ниједну медаљу нити је оборио неки рекорд.

## Учесници
Мушкарци:
- Мајлс Луис — 60 м

## Резултати

### Мушкарци
| Атлетичар  | Дисциплина | Лични рекорд | Квалификација | Квалификација | Полуфинале           | Полуфинале           | Финале               | Финале       | Детаљи |
| Атлетичар  | Дисциплина | Лични рекорд | Резултат      | Место         | Резултат             | Место                | Резултат             | Место        | Детаљи |
| ---------- | ---------- | ------------ | ------------- | ------------- | -------------------- | -------------------- | -------------------- | ------------ | ------ |
| Мајлс Луис | 60 м       | 6,61 НР      | 6,69(.682)    | 5. у гр. 5    | Није се квалификовао | Није се квалификовао | Није се квалификовао | 29 / 43 (50) |        |